# Poudrière ottomane de Lárissa
La poudrière ottomane (grec moderne : Οθωμανική πυριτιδαποθήκη) est une poudrière ottomane située dans la ville de Lárissa, en Grèce.
Le bâtiment est situé sur la rue Ioustinianoú (grec moderne : Οδός Ιουστινιανού), dans l'enceinte du 5e Collège-Lycée. Pendant la période ottomane, le site est proche de la porte de Pharsale des remparts de la ville, tandis qu'un campement militaire y est présent. La construction de la poudrière date d'environ 1750.
Il s'agit d'un bâtiment allongé en pierre avec trois salles à toit en arc, une transversale et deux verticales par rapport à l'axe du bâtiment. À l'époque moderne, il est utilisé comme cellule de prison pour les installations pénitentiaires voisines de Lárissa, cependant, aujourd'hui, il est restauré par le dème de Lárissa et l'Éphorie archéologique de Lárissa, et abrite le Musée de la résistance nationale de Lárissa.